# Meitu
Meitu Inc. est une entreprise technologique chinoise créée en 2008 et dont le siège social est situé à Xiamen, dans le Fujian,. Elle fabrique des smartphones et des applications de selfie. 

## Notoriété
Le logiciel d'édition et de partage de photos pour smartphones de Meitu est extrêmement populaire en Chine et dans d'autres pays asiatiques. En 2016, il aurait eu 456 millions d'utilisateurs qui ont publié plus de 6 milliards de photos par mois, à partir (au 31 octobre 2016) de plus de 1,1 milliard d'appareils uniques dans le monde entier. Selon App Annie, Meitu a été classé à plusieurs reprises parmi les huit meilleurs développeurs d'applications iOS non ludiques au niveau mondial de juin 2014 à octobre 2016, aux côtés de géants mondiaux de l'Internet tels qu'Alibaba, Apple, Baidu, Facebook, Google, Microsoft et Tencent. MeituPic, leur application phare, compte 52 millions d'utilisateurs actifs quotidiens et 270 millions de MAU.

## Entrée en bourse
Le 15 décembre 2016, Meitu est entrée en bourse sur le tableau principal de la Bourse de Hong Kong. La Bourse de Hong Kong n'avait pas vu d'offre technologique de cette taille depuis près d'une décennie.